# Музеј плетиља
Музеј плетиља, отворен је 2008. године у Сирогојну, у част жена плетиља са Златибора, које су својим радом стварале уникатне одевне предмете и прославиле Сирогојно и Златибор. Данас је музеј у саставу Компаније „Сирогојно”, која је наставила традицију плетења и организовања плетиља.

## Почетак организовања
Почетак организоване кућне радиности везане за 1962. годину и учитељицу Милу Каримановић која је у сарадњи са директором Земљорадничке задруге Милосавом Стаматовићем и уз помоћ Стола Обрадовића, пензионера из Београда, Милице Станојевића, професорке у пензији и проте Милана Смиљанића, организовали прву изложбу рукотворина златиборских плетиља, после које су уследили семинари и обука.
Процват кућне радиности у Сирогојну везује се за Добрилу Смиљанић, која је била организатор посла, креатор, управник, мисионар и визионар. Када су почеле било је свега двадесет жена, а деведесетих скоро 2000 плетиља радило је за светско модно тржиште.
Крајем шездесетих година уследиле су изложбе рукотворина златиборских плетиља, најпре у Београду, а затим и другим републичким центрима бивше Југославије, на пријемима за дипломате и амбасадоре, а затим се кренуло у свет. Производи из Сирогојна радо су виђани на модним ревијама и у ексклузивним радњама у Шведској, Италији, Француској, Немачкој, Америци и Јапану, а о плетиљама су писали модни часописи у земљи и свету.
У јесен 1975. године организована је ревија у Сирогојну за 120 жена амбасадора.

## Музејска поставка
Музеј плетиља налази се у простору библиотеке фирме „Sirogojno Company ”, а изложени су џемпери и јакне и други ручни радови, какви су седамдесетих и осамдесетих година 20. века били хит у бутицима широм света. У Музеју се чувају часописи и ревије за жену и породицу као што су „Базар” и „Нада” из Београда, словеначка „Јanna”, загребачки „Свијет” и „Арена”. Као експонати чувају се и награде, од којих је највреднија награда коју је Сирогојно, као једино предузеће из Југославије, добило од италијанског удружења дизајнера – AMMA  пехар за допринос високој моди Европе, као и плакете седам жена за изузетан таленат.
Ту се налазе и награде које је добила Добрила Смиљанић: Награда за најуспешнијег креатора године, Награда Привредне коморе Србије за допринос развоја привреде СРС, „Златни паун”, две „Златне кошуте”, Вукова награда за развој културе на селу, Орден рада са златним венцем, Седмојулска награда, „Дан републике”, Модна статуа агенције DON FASHION. Чувају се и писма и фотографије познатих личности које су имале барем по један одевни предмет из колекције златиборских плетиља, као што су Јованка Броз, Барбара Буш, Ненси Реган, Лив Улман...